# Casalpusterlengo
Casalpusterlengo (Casal in dialetto lodigiano) è un comune italiano di 15 848 abitanti della provincia di Lodi in Lombardia.

## Geografia fisica

### Territorio
Nel comune si trova parte del Parco del Brembiolo. Il tratto urbano del Brembiolo è in larga parte costeggiato da piste ciclabili e ampie aree verdi, nel cuore della città. Un polmone verde che va dal centro storico fino all'area periferica in direzione della località Borasca.

## Storia
Il nome della località deriva dai Pusterla, casata a cui il borgo appartenne nel XIV secolo. Esiste anche una seconda teoria la quale dice che il nome derivi da Casale Pistorum, in quanto in epoca romana furono costruiti dei forni da panificazione. Anticamente, prima di assumere il nome che poi lo contraddistinse, il borgo si chiamò Casale Gausari.
Il borgo, di antica origine, nel XIV secolo fu un possedimento feudale dei Pusterla, ai quali successero (dopo anni nei quali si avvicendarono nobili e capitani di ventura) i Lampugnani (fu il duca di Milano Francesco Sforza a investire del feudo i fratelli Gian Giorgio I e Francesco Lampugnani nel 1450), poi i marchesi Castelli (1665-1695) e infine i Trivulzio. Il paese fu teatro di numerosi fatti d'arme nei secoli XV e XVI; uno dei più importanti avvenne nel 1447, al tempo della Aurea Repubblica Ambrosiana, quando le truppe veneziane per giungere a Milano assediarono il castello (feudatario era Giacomo da Imola). La rocca resse alle aggressioni, mentre Lodi e San Colombano capitolarono. Proprio a Casalpusterlengo si raccolse poi l'esercito di Francesco Sforza; nel 1450 lo Sforza ottenne la signoria su Milano, facendo rinascere il Ducato. I sanguinosi conflitti del tempo trovarono poi risoluzione nella pace di Lodi, il 9 aprile 1454.
Il borgo fu nuovamente al centro dello scenario bellico al tempo delle conquiste napoleoniche; a Casalpusterlengo, in una residenza nobiliare, Napoleone Bonaparte soggiornò infatti in occasione della battaglia di Lodi nel 1796. Dell'antico castello, eretto dai Pusterla, rimane una torre merlata, a due corpi sovrapposti, recentemente restaurata. Al Seicento risalgono la parrocchiale dei SS. Martino e Bartolomeo, la cui facciata venne restaurata nella seconda metà dell'800, e la chiesa di San Bernardino.

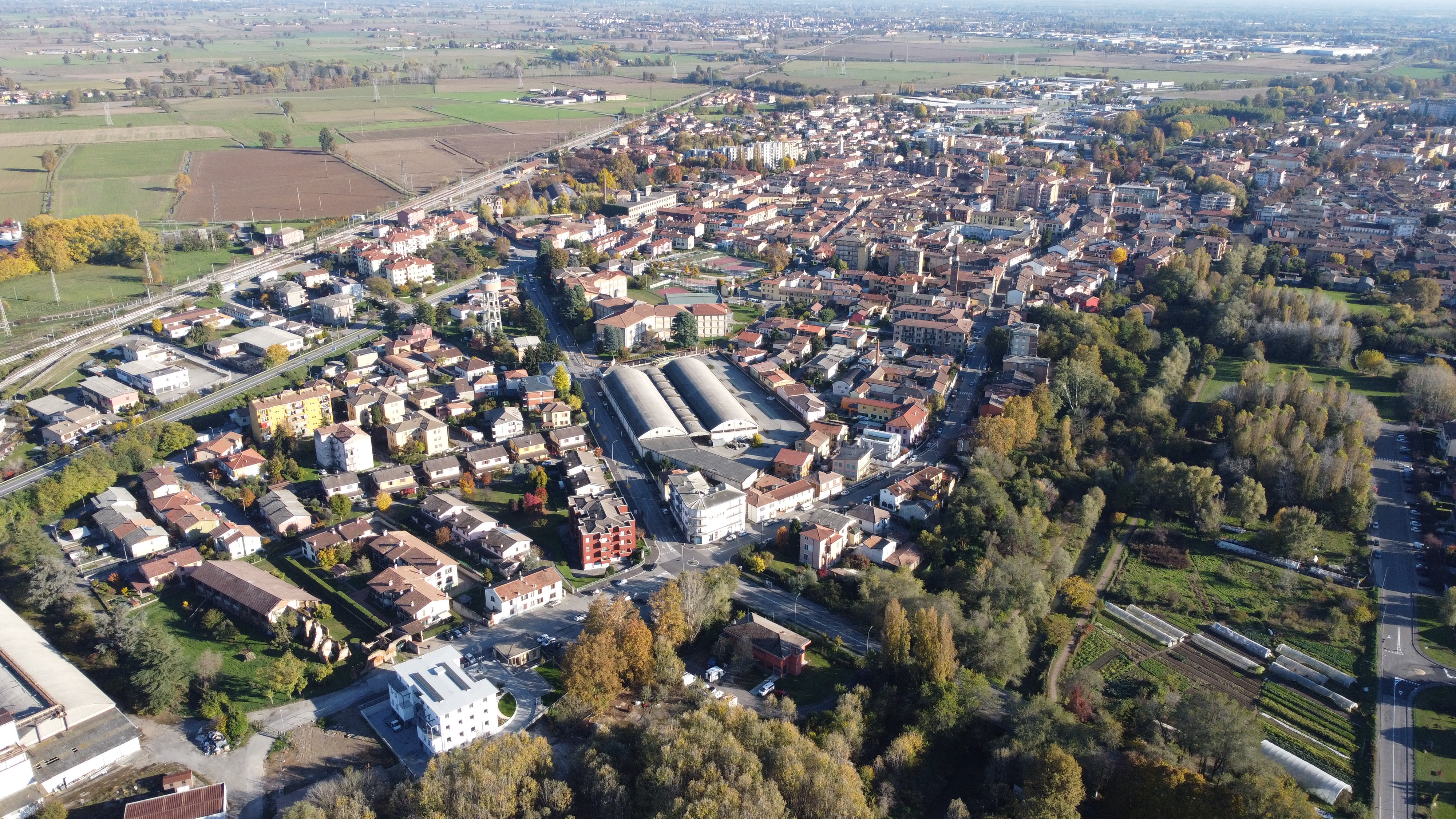
Veduta aerea di Casalpusterlengo (novembre 2021)

Storicamente è attestata la presenza di un importante mercato settimanale, descritto da fonti scritte già dal 1500, e che il Comune contese al feudatario Lampugnani nel 1590 in una disputa risolta dal Senato di Milano con il riconoscimento alla Comunità del diritto sulla piazza. Significativa è la descrizione di un funzionario nel 1766:
Particolarmente degni di nota sono gli avvenimenti legati alle apparizioni mariane avvenute, secondo la tradizione, nel 1574, che diedero l'avvio alla devozione per la Madonna dei Cappuccini e furono all'origine dell'edificazione dell'omonimo santuario, situato dove anticamente sorgeva la chiesa di San Salvario e affidato alla comunità religiosa francescana. Il santuario è meta di pellegrinaggi, e vi sono custodite le spoglie del Venerabile Padre Carlo da Abbiategrasso, per il quale è in corso la causa di beatificazione.
In età napoleonica (1809-16) al comune di Casalpusterlengo furono aggregate le località Pizzolano, Vittadone e Zorlesco, ridivenute successivamente autonome, con la costituzione del regno Lombardo-Veneto. Nel 1869 si pensò di unirgli il comune di Pizzolano, ma subito ci si ripensò. Nel 1929 vennero aggregati i comuni di Vittadone e Zorlesco.
Dal 1976 Casalpusterlengo si fregia del titolo di città.
Nel febbraio del 2020 Casalpusterlengo è stato, insieme a Codogno e Castiglione d'Adda, uno dei comuni epicentro della pandemia di COVID-19 in Italia.

### I Lampugnani di Casalpusterlengo
I primi feudatari di Casalpusterlengo della famiglia Lampugnani furono i fratelli Gian Giorgio I e Francesco, che lo ricevettero (dopo la morte di Giacomo da Imola) dal duca di Milano Francesco Sforza nel 1450, alla rinascita del Ducato di Milano dopo l'esperienza della Repubblica Ambrosiana. Loro padre, Giovanni Lampugnani, fu signore di Cremona, avendo ricevuto il titolo da Oldrado II Lampugnani, che ne aveva ottenuto la signoria dopo aver imprigionato Cabrino Fondulo. Francesco Lampugnani, alla morte del fratello, rimase unico feudatario del borgo di Casale. Ebbe tre figli: Gian Bartolomeo, Galeazzo e Giovanni. Ai quattro figli di Galeazzo (Gian Giorgio II, Alessandro, Ottaviano e Gian Stefano) venne riconfermato il possesso del feudo di Casalpusterlengo nel 1546 da parte dell'Imperatore Carlo V. A seguito di alterne vicende dinastiche e giuridiche, il feudo passò ai soli figli di Alessandro, cioè a Fabricio Lampugnani e Ferrando Lampugnani. Da loro originarono i due rami che mantennero il feudo negli anni a seguire. Niccolò Lampugnani, figlio di Ferrando, non ebbe figli maschi. Il genero di Niccolò, il conte Massimiliano Trecchi (marito della figlia Anna), ebbe un periodo di reggenza, ma non fu mai investito del feudo, come invece avrebbe voluto il Consiglio della comunità, che nel frattempo aveva cercato di riscattare il beneficio dalla Regia Camera.  Da Gian Giorgio III, figlio di Fabricio, discese il ramo dinastico che, estinguendosi, avrebbe lasciato il feudo senza proprietari. Suo nipote Gian Giorgio IV Lampugnani morì infatti in giovane età e senza discendenza nel 1665. Da questo momento prese avvio l'iter che portò all'asta pubblica (su volontà di Maria Anna d'Asburgo, madre e tutrice di Carlo II di Spagna) in cui il feudo di Casalpusterlengo fu acquistato dal marchese Camillo Castelli.

### Simboli
Stemma
Lo stemma comunale, riconosciuto con decreto del capo del governo del 28 ottobre 1929, ricorda la Torre Pusterla, ultima testimonianza dell'antico castello oggi non più esistente.
Gonfalone
Il gonfalone è un drappo partito di bianco e di rosso.

## Monumenti e luoghi d'interesse
Chiesa parrocchiale dei Santi Bartolomeo e Martino, Torre Pusterla, Teatro Comunale (Piazza del Popolo)

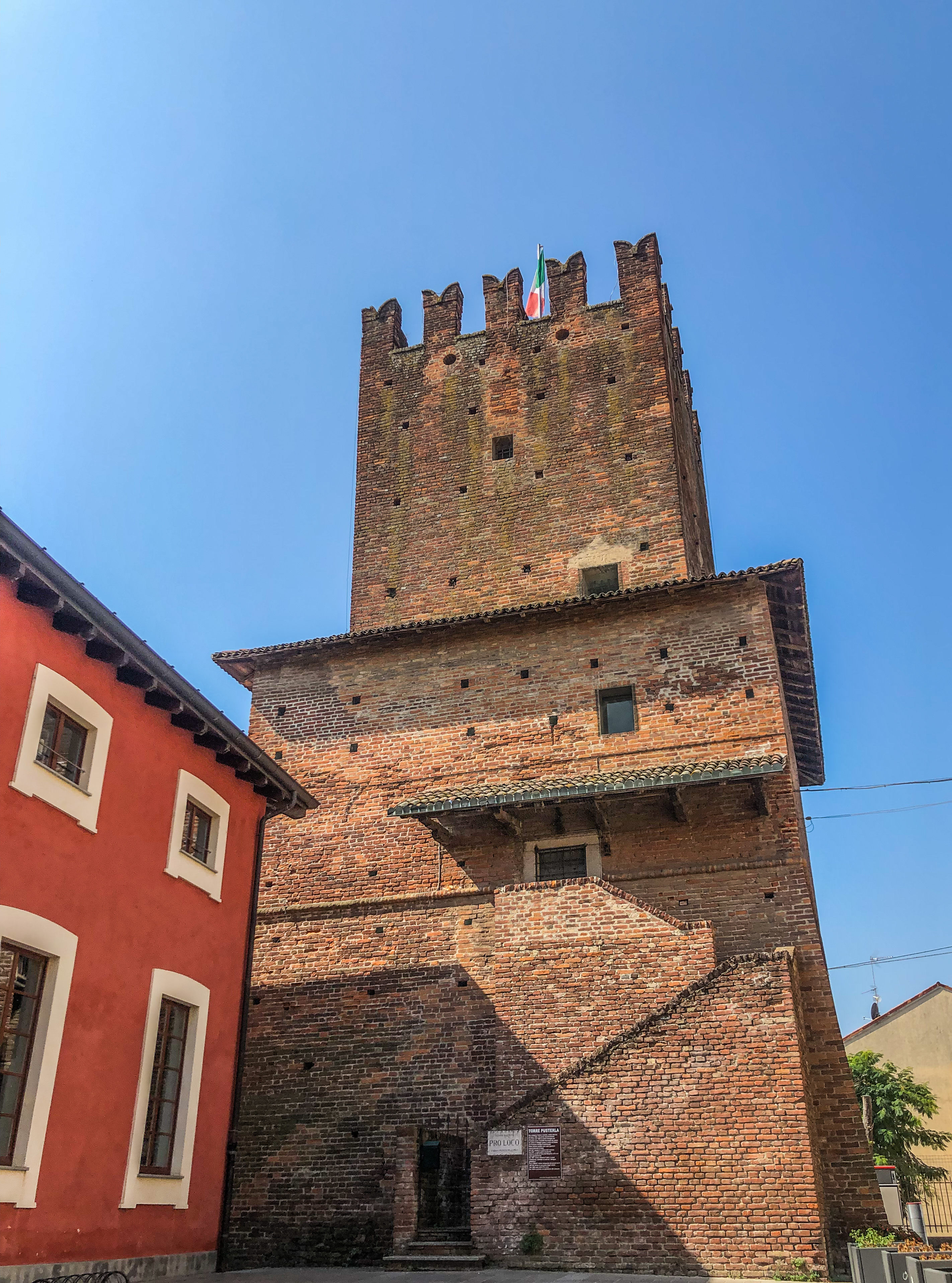
La Torre Pusterla vista da Piazzetta Pusterla

Il cuore della città è la piazza del Popolo. Qui si trovano la chiesa parrocchiale dei SS. Bartolomeo Apostolo e Martino Vescovo, del secolo XIV, il palazzo del comune e il teatro "Carlo Rossi" (posteriormente al quale è situata la biblioteca comunale "Carlo Cattaneo", sede della mediateca provinciale). A breve distanza è la Torre Pusterla, simbolo della città, che è parte della struttura originaria dell'antico castello, non più esistente; è la sede della Pro Loco e ospita numerose rassegne pittoriche. Di particolare pregio, nella chiesa dei Santi Bartolomeo e Martino, è il monumentale organo costruito da Luigi Riccardi nel 1888.
Santuario della Madonna dei Cappuccini
Da ricordare anche il santuario della Madonna dei Cappuccini, sede della parrocchia di Maria Madre del Salvatore, luogo di culto che risale al XVI secolo. Sono segnalati il simulacro della Madonna dei Cappuccini del XV secolo e la tela dell'Ascensione, di Giovan Battista Trotti detto il Malosso. Il santuario è legato ad apparizioni mariane che sarebbero avvenute nel 1574.
Iscrizioni a ricordo del passaggio di Carlo Goldoni, Napoleone Bonaparte e Giuseppe Garibaldi
Lungo via Garibaldi si trova una lapide posta a memoria del passaggio in città di Giuseppe Garibaldi. In via Cavour un'iscrizione su palazzo Pedroli segnala la camera dove dormì Napoleone Bonaparte. Sulla facciata della canonica, in piazza del Popolo, una targa ricorda che in questo luogo, presso l'abitazione dell'allora parroco don Carlo Francesco Tonani, nel giugno del 1733, trovò ospitalità Carlo Goldoni, a seguito di un'aggressione di cui fu vittima viaggiando da Parma a Brescia. Qui l'autore lesse alcuni stralci della sua opera Belisario. Di questo incontro è Goldoni stesso a narrare alcuni particolari, nelle sue memorie.
Chiese rionali (Sant'Antonio Abate, Santi Bernardino e Francesco, San Rocco)
Da segnalare anche le tre chiese rionali della parrocchia dei Santi Bartolomeo e Martino dedicate rispettivamente a sant'Antonio abate (XIII secolo), ai santi Bernardino e Francesco (XVI secolo) e a san Rocco (XVI secolo). Nei pressi di quest'ultima sorse il primo ospedale della città; alcune porzioni dell'antico edificio sono ancora presenti.
Palazzi storici (Pedroli, Cesaris, Lampugnani, Vida)
Altri edifici degni di nota sono il già citato palazzo Pedroli, palazzo Cesaris, palazzo Vida e palazzo Lampugnani (dapprima di proprietà dell'omonima famiglia, divenne poi convento e sede della scuola gestita dalle Suore Missionarie del Sacro Cuore di Gesù, fondata da santa Francesca Saverio Cabrini; ora appartiene a privati).
Altri edifici e luoghi di culto
Oltre al cimitero, la cui fondazione risale alla fine del Settecento, il borgo ha avuto altri luoghi preposti alle sepolture, e sono ricordati da toponimi e cappelle. Nel luogo conosciuto come Contrada dei morti (dove si ritiene sorgesse anche la prima chiesa parrocchiale dedicata a San Martino precedentemente all'anno 1000) vi fu il primo camposanto, e si approntò un lazzaretto al tempo della peste del 1630. Sorge una piccola cappella, conosciuta con il nome di "mortorino". Il lazzaretto principale fu però situato in un altro luogo, laddove fu poco dopo edificata la chiesetta della Madonna delle Grazie, conosciuta anche con il nome di "chiesetta dello sportivo", essendo divenuta luogo caro a molti atleti e sportivi.
Le cascine del territorio conservano ancora interessanti esempi di oratori di campagna; l'oratorio di San Bartolomeo in località Borasca (1676), l'oratorio di San Francesco alla Cigolona (1724) e l'oratorio dell'Immacolata Concezione in località Costa della Chiesa (1620).
La struttura oratoriana Casa del Giovane (1964) ospita anche la cappella della Madonna delle Grazie.
Altri edifici storici e architettura rurale del territorio
A questi si aggiungono il vecchio ospedale "Enzo e Rosy Rossi" (la posa della prima pietra avvenne nel 1921) e l'ex-casa di riposo "Vittadini Terzaghi", entrambi affacciati sul piazzale antistante il santuario della Madonna dei Cappuccini.
Nella frazione di Zorlesco sorge Villa Biancardi, edificata nel 1911 dall'architetto Gino Coppedè sul luogo in cui precedentemente sorgeva un castello. Nella frazione di Vittadone sorge palazzo Grassi, la cui fondazione risale al XIV secolo.
Il territorio comunale offre inoltre alcuni interessanti esempi di architettura rurale (alcuni dei quali inseriti nel contesto urbano), tra cui si ricordano la Cascina Tesoro, la Cascina Cigolona, la Cascina Olz', la Cascina Boraschina, la Cascina IV novembre e la Cascina del lago. Vi sono anche esempi di antichi mulini, in località Borasca e presso la diramazione della Brembiolina nei pressi di via Cavallotti (Mulino San Bernardino).

## Società

### Evoluzione demografica
Abitanti censiti

### Etnie e minoranze straniere
Secondo le statistiche ISTAT al 31 dicembre 2016 la popolazione straniera residente nel comune era di oltre 2 229 persone, pari al 14,7% della popolazione. Le nazionalità maggiormente rappresentate in base alla loro percentuale sul totale della popolazione residente erano, al 31 dicembre 2016:
- Egitto 461
- Romania 307
- Marocco 221
- Albania 177
- Cina 141
- Bangladesh 126
- Ecuador 116
- Tunisia 74
- Sri Lanka 68
- Perù 65

## Cultura
In occasione della costruzione della nuova biblioteca, che ha sostituito quella in via Cavallotti, è stato fondato il Centro Cultura che si occupa del teatro e della biblioteca.
La costruzione teatrale, situata nella piazza maggiore, ha recentemente subito un radicale "re-styling" che ne ha modificato le linee interne: l'edificio ha in passato ospitato rappresentazioni di opere liriche di buon livello con artisti celebri, come si legge nella "cronologia" edita (cfr: Bibliografia). Già da prima dell'edificazione di questa costruzione, però, moltissime compagnie girovaghe di piazza di attori o di burattinai ebbero ad esibirsi nel borgo.
Dal 2002 si svolge annualmente la premiazione del Concorso Nazionale di Poesia "Trofeo Pusterla", evento curato dal Gruppo Poesia della Pro Loco cittadina.
Il Comune possiede una nutrita collezione di opere pittoriche, che gli derivano dalle passate edizioni della non più esistente Biennale Nazionale d'Arte. Gli artisti partecipanti alla rassegna donavano una loro opera alla città.
In passato era attivo il "Circolo dei mandolinisti", nato a seguito del grande interesse per questo strumento, suscitato dalla popolarità del mandolinista virtuoso Edoardo Pesatori, originario di Casalpusterlengo.

## Geografia antropica
Secondo l'ISTAT, il territorio comunale comprende il centro abitato di Casalpusterlengo, le frazioni di Vittadone e Zorlesco, e le località di Barona, Borasca e Boraschina, Buongodere, Olza e Tesoro.

## Economia

### Agricoltura
L'economia di Casalpusterlengo è in buona parte rappresentata dall'agricoltura: vi sono infatti numerose aziende specializzate nella coltivazione di mais e foraggi. Particolarmente fiorente è l'allevamento di bovini sia da latte che da carne, utilizzando anche attrezzature e apparecchiature molto avanzate.

### Industria
Anche l'industria vanta presenze significative, nel settore alimentare, in quello chimico e cosmetico, meccanico e del legno. Numerose sono anche le piccole imprese artigiane e commerciali, per lo più a conduzione familiare. La forza lavoro non è tuttavia interamente occupata in ambito comunale, e si assiste al fenomeno del pendolarismo, in particolare in direzione di Milano. Nel corso degli ultimi due decenni, il volto di Casalpusterlengo si è alquanto modificato grazie a numerose iniziative edilizie.

## Infrastrutture e trasporti

### Strade
Casalpusterlengo è un importante nodo stradale, posto lungo la SS 9 Emilia, ed è anche origine di alcune strade provinciali.

A causa dell'assenza di una tangenziale (peraltro in discussione da decenni e ora in corso di costruzione), il traffico di transito attraversa la città su percorsi inadeguati, non lontano dal centro storico, con effetti negativi sulla qualità urbana e ambientale. Dal 15 dicembre 2014 è iniziato un periodo di prova, della durata prevista di tre mesi (poi rinnovato), durante il quale è vietato il transito ai Tir sul tratto urbano della via Emilia. Il blocco ha portato a un miglioramento della qualità dell'aria e a una drastica riduzione delle vibrazioni del manto stradale, deleterie per la statica degli edifici posti lungo la via.
Nelle vicinanze transita inoltre l'Autostrada A1; l'uscita Casalpusterlengo/Ospedaletto Lodigiano è posta nel territorio comunale di Ospedaletto Lodigiano, alcuni chilometri a ovest della città.

### Ferrovie

La stazione ferroviaria

La stazione di Casalpusterlengo, risalente al 1861, è posta sull'importante ferrovia Milano – Bologna e, assieme alla stazione di Codogno, è punto di interscambio con la ferrovia Pavia-Cremona, d'interesse locale. La stazione è servita esclusivamente da treni regionali che effettuano la tratta Milano Greco Pirelli/Certosa-Piacenza e Regionale Veloce che effettuano la tratta Milano Centrale-Bologna Centrale.
Il territorio comunale è lambito dalla linea ad alta velocità Milano – Bologna, costruita in affiancamento all'Autostrada A1.

### Mobilità urbana
La città è servita da un'autolinea urbana, gestita dalla società StarLodi Spa, che collega la stazione ferroviaria col centro cittadino e le località di Zorlesco, Vittadone e Buongodere.

## Amministrazione

Il gonfalone comunale

Segue un elenco delle amministrazioni locali.
| Periodo | Periodo   | Primo cittadino          | Partito                             | Carica  | Note |
| ------- | --------- | ------------------------ | ----------------------------------- | ------- | ---- |
| 1945    | 1951      | Aldo Mirotti             | Partito Comunista Italiano          | Sindaco |      |
| 1951    | 1967      | Maria Lanzarini Bernabei | Democrazia Cristiana                | Sindaco |      |
| 1967    | 1971      | Giuseppe Ciccarelli      | Comunità Democratica (lista civica) | Sindaco |      |
| 1971    | 1976      | Angelo Benelli           | Comunità Democratica (lista civica) | Sindaco |      |
| 1976    | 1979      | Giancarlo Gambarini      | Comunità Democratica (lista civica) | Sindaco |      |
| 1979    | 1980      | Attilio Gaudenzi         | Partito Socialista Italiano         | Sindaco |      |
| 1980    | 1980      | Piero Angelo Parazzini   | Democrazia Cristiana                | Sindaco |      |
| 1980    | 1987      | Luigi Ferrari            | Partito Socialista Italiano         | Sindaco |      |
| 1987    | 1990      | Franco Pedrazzini        | Partito Socialista Italiano         | Sindaco |      |
| 1990    | 1994      | Cesare Bertoglio         | Democrazia Cristiana                | Sindaco |      |
| 1994    | 2004      | Massimo Rebughini        | Partito Democratico della Sinistra  | Sindaco |      |
| 2004    | 2009      | Angelo Pagani            | L'Unione                            | Sindaco |      |
| 2009    | 2014      | Flavio Parmesani         | Lega Nord                           | Sindaco |      |
| 2014    | 2019      | Gianfranco Concordati    | Lista civica (centro-sinistra)      | Sindaco |      |
| 2019    | in carica | Elia Delmiglio           | Lega                                | Sindaco |      |

## Sport
A Casalpusterlengo hanno sede la società di pallacanestro Assigeco Basket Casalpusterlengo e la squadra di calcio U.S.D. Casalpusterlengo 1947.